# B57

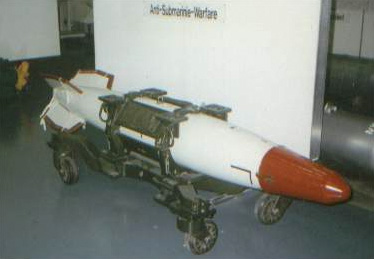
a bomba nuclear B57.

A B57 era uma bomba nuclear dos Estados Unidos da América em 1963 durante a guerra fria, foi projetada para ser retirada da aeronave a uma velocidade supersónica, e que resistisse a essa velocidade, tinha 3 metros de comprimento e 37,5 centímetros de diâmetro, tinha 227 kg de peso, algumas variantes da B57 foram equipadas com paraquedas (com 3,8 metros de diâmetro) para retardar a queda da bomba permitindo que o avião escape da explosão em segurança ou caso ela não exploda, permitir que ela sobreviva à queda, ela tinha uma espoleta hidrostática para uso anti-submarinos, foram feitas 3.100 armas, com as últimas sendo aposentadas em Junho de 1993, ela foi usada nos aviões de patrulha S-3 viking e P-3 orion.

## Variantes
Houve seis variantes da B57 a MOD0 com cinco quilotoneladas, MOD-1 e MOD2 com 10kt, MOD3 e MOD4 com 15 kt e finalmente a MOD5 com rendimento de 20kt.